# اوتا پورچانو
اوتا پورچانو (رومانیایی: Uta Poreceanu زادهٔ ۱۳ نوامبر ۱۹۳۶ - درگذشته ۲۷ ژانویهٔ ۲۰۱۸) ژیمناست اهل رومانی بود.